# Copocrossa tenuilineata
Copocrossa tenuilineata är en spindelart som först beskrevs av Simon 1900.  Copocrossa tenuilineata ingår i släktet Copocrossa och familjen hoppspindlar. Inga underarter finns listade i Catalogue of Life.